# Општина Тула (Тамаулипас)
Тула (шп. Tula) општина је у Мексику у савезној држави Тамаулипас. Општина се налази на надморској висини од 1170 м.

## Становништво
Према подацима из 2010. у општини је живело 27572 становника.

### Хронологија
| Година       | 2000                  | 2005                  | 2010                  |
| ------------ | --------------------- | --------------------- | --------------------- |
| Становништво | 27049 (13619 / 13430) | 25687 (12785 / 12902) | 27572 (13717 / 13855) |

### Попис
| \| \| м \| \| \| ж \| \| 0—2 \| 883 \| \| \| 826 \| \| 3—5 \| 837 \| \| \| 915 \| \| 6—11 \| 1.704 \| \| \| 1.655 \| \| 12—14 \| 889 \| \| \| 809 \| \| 15—17 \| 935 \| \| \| 890 \| \| 18—24 \| 1.522 \| \| \| 1.599 \| \| 60+ \| 1.910 \| \| \| 1.917 \| \| Просек : \| 29,4 \| \| \| 29,7 \| |       |  |  |       |
| |       |  |  |       |
| | м     |  |  | ж     |
| 0—2 | 883   |  |  | 826   |
| 3—5 | 837   |  |  | 915   |
| 6—11 | 1.704 |  |  | 1.655 |
| 12—14 | 889   |  |  | 809   |
| 15—17 | 935   |  |  | 890   |
| 18—24 | 1.522 |  |  | 1.599 |
| 60+ | 1.910 |  |  | 1.917 |
| Просек : | 29,4  |  |  | 29,7  |

| #   | Индикатор                                                                                        | Вредност |
| --- | ------------------------------------------------------------------------------------------------ | -------- |
| 1   | Становништво од 0 до 2 године                                                                    | 1709     |
| 2   | Мушко становништво од 0 до 2 године                                                              | 883      |
| 3   | Женско становништво од 0 до 2 године                                                             | 826      |
| 4   | Становништво са 3 и више година                                                                  | 25738    |
| 5   | Мушко становништво са 3 и више година                                                            | 12771    |
| 6   | Женско становништво са 3 и више година                                                           | 12967    |
| 7   | Становништво са 5 и више година                                                                  | 24559    |
| 8   | Мушко становништво са 5 и више година                                                            | 12211    |
| 9   | Женско становништво са 5 и више година                                                           | 12348    |
| 10  | Становништво са 12 и више година                                                                 | 20627    |
| 11  | Мушко становништво са 12 и више година                                                           | 10230    |
| 12  | Женско становништво са 12 и више година                                                          | 10397    |
| 13  | Становништво са 15 и више година                                                                 | 18929    |
| 14  | Мушко становништво са 15 и више година                                                           | 9341     |
| 15  | Женско становништво са 15 и више година                                                          | 9588     |
| 16  | Становништво са 18 и више година                                                                 | 17104    |
| 17  | Мушко становништво са 18 и више година                                                           | 8406     |
| 18  | Женско становништво са 18 и више година                                                          | 8698     |
| 19  | Становништво од 3 до 5 година                                                                    | 1752     |
| 20  | Мушко становништво од 3 до 5 година                                                              | 837      |
| 21  | Женско становништво од 3 до 5 година                                                             | 915      |
| 22  | Становништво од 6 до 11 година                                                                   | 3359     |
| 23  | Мушко становништво од 6 до 11 година                                                             | 1704     |
| 24  | Женско становништво од 6 до 11 година                                                            | 1655     |
| 25  | Становништво од 8 до 14 година                                                                   | 3991     |
| 26  | Мушко становништво од 8 до 14 година                                                             | 2053     |
| 27  | Женско становништво од 8 до 14 година                                                            | 1938     |
| 28  | Становништво од 12 до 14 година                                                                  | 1698     |
| 29  | Мушко становништво од 12 до 14 година                                                            | 889      |
| 30  | Женско становништво од 12 до 14 година                                                           | 809      |
| 31  | Становништво од 15 до 17 година                                                                  | 1825     |
| 32  | Мушко становништво од 15 до 17 година                                                            | 935      |
| 33  | Женско становништво од 15 до 17 година                                                           | 890      |
| 34  | Становништво од 18 до 24 године                                                                  | 3121     |
| 35  | Мушко становништво од 18 до 24 године                                                            | 1522     |
| 36  | Женско становништво од 18 до 24 године                                                           | 1599     |
| 37  | Женско становништво од 15 до 49 година                                                           | 6532     |
| 38  | Становништво са 60 и више година                                                                 | 3827     |
| 39  | Мушко становништво са 60 и више година                                                           | 1910     |
| 40  | Женско становништво са 60 и више година                                                          | 1917     |
| 41  | Однос између мушкараца и жена                                                                    | 99       |
| 42  | Становништво од нуле до 14 година                                                                | 8518     |
| 43  | Становништво од 15 до 64 године                                                                  | 16037    |
| 44  | Становништво од 65 година и више                                                                 | 2892     |
| 45  | Просечан број деце                                                                               | 3.25     |
| 46  | Становништво рођено у ентитету                                                                   | 26253    |
| 47  | Мушко становништво рођено у ентитету                                                             | 13130    |
| 48  | Женско становништво рођено у ентитету                                                            | 13123    |
| 49  | Становништво рођено у другом ентитету                                                            | 861      |
| 50  | Мушко становништво рођено у другом ентитету                                                      | 370      |
| 51  | Женско становништво рођено у другом ентитету                                                     | 491      |
| 52  | Становништво од 5 година и више резидентно у ентитету у јуну 2005. године                        | 23934    |
| 53  | Мушко становништво старосног доба од 5 година и више, резидентно у ентитету у јуну 2005. године  | 11837    |
| 54  | Женско становништво старосног доба од 5 и више година, резидентно у ентитету у јуну 2005. године | 12097    |
| 55  | Становништво од 5 година и више које је живело у другом ентитету у јуну 2005. године             | 177      |
| 56  | Мушко становништво старије од 5 година које је живело у другом ентитету у јуну 2005. године      | 79       |
| 57  | Женско становништво старије од 5 година које је живело у другом ентитету у јуну 2005. године     | 98       |
| 58  | Становништво од 3 године и више које говори аутохтони језик                                      | 57       |
| 59  | Мушко становништво старо 3 године и више које говори аутохтони језик                             | 28       |
| 60  | Женско становништво старо 3 године и више које говори аутохтони језик                            | 29       |
| 61  | Становништво од 3 године и више које говори аутохтони језик и не говори шпански језик            | 0        |
| 62  | Мушко становништво старо 3 године и више које говори аутохтони језик и не говори шпански         | 0        |
| 63  | Женско становништво старо 3 године и више које говори аутохтони језик и не говори шпански језик  | 0        |
| 64  | Становништво старо 3 године и више које говори аутохтони језик и шпански                         | 25       |
| 65  | Мушко становништво старо 3 године и више које говори аутохтони језик и шпански                   | 12       |
| 66  | Женско становништво старо 3 године и више које говори аутохтони језик и шпански                  | 13       |
| 67  | Становништво од 5 година и више које говори аутохтони језик                                      | 55       |
| 68  | Становништво од 5 година и више које говори аутохтони језик и не говори шпански језик            | 0        |
| 69  | Становништво од 5 година и више које говори аутохтони језик и говори шпански језик               | 25       |
| 70  | Становништво у домородачким домаћинствима                                                        | 138      |
| 71  | Становништво са ограничењима у активностима                                                      | 1296     |
| 72  | Становништво са ограниченим ходањем или кретањем, горе или доле                                  | 664      |
| 73  | Становници са ограничењима вида, чак и уз кориштење сочива                                       | 328      |
| 74  | Становништво са ограничењима говора, комуникације или конверзације                               | 112      |
| 75  | Становништво са ограниченим слухом                                                               | 152      |
| 76  | Становништво са ограничењима при одевању, купању или јелу                                        | 43       |
| 77  | Становништво са ограничењима у опажању или учењу једноставних ствари                             | 46       |
| 78  | Становништво са менталним ограничењима                                                           | 164      |
| 79  | Становништво без ограничења активности                                                           | 25940    |
| 80  | Становништво од 3 до 5 година које не похађа школу                                               | 797      |
| 81  | Мушко становништво од 3 до 5 година које не похађа школу                                         | 376      |
| 82  | Женско становништво од 3 до 5 година које не похађа школу                                        | 421      |
| 83  | Становништво од 6 до 11 година које не похађа школу                                              | 84       |
| 84  | Мушко становништво од 6 до 11 година које не похађа школу                                        | 48       |
| 85  | Женско становништво од 6 до 11 година које не похађа школу                                       | 36       |
| 86  | Становништво од 12 до 14 година које не похађа школу                                             | 178      |
| 87  | Мушко становништво од 12 до 14 година које не похађа школу                                       | 93       |
| 88  | Женско становништво од 12 до 14 година које не похађа школу                                      | 85       |
| 89  | Становништво од 15 до 17 година похађа школу                                                     | 961      |
| 90  | Мушко становништво од 15 до 17 година похађа школу                                               | 483      |
| 91  | Женско становништво између 15 и 17 година живота у школи                                         | 478      |
| 92  | Становништво од 18 до 24 године похађа школу                                                     | 537      |
| 93  | Мушко становништво од 18 до 24 године похађа школу                                               | 276      |
| 94  | Женско становништво од 18 до 24 године похађа школу                                              | 261      |
| 95  | Становништво од 8 до 14 година које не може да чита и пише                                       | 177      |
| 96  | Мушко становништво старосног доба од 8 до 14 година које не може да чита и пише                  | 109      |
| 97  | Женско становништво старосног доби од 8 до 14 година које не може да чита и пише                 | 68       |
| 98  | Становништво од 15 година и више које је неписмено                                               | 2244     |
| 99  | Мушко становништво од 15 година и више које је неписмено                                         | 1039     |
| 100 | Женско становништво од 15 година и више које је неписмено                                        | 1205     |
| 101 | Становништво старо 15 и више година без школовања                                                | 1874     |
| 102 | Мушко становништво старо 15 и више година без школовања                                          | 924      |
| 103 | Женско становништво старо 15 и више година без школовања                                         | 950      |
| 104 | Становништво старосног доба 15 и више година са непотпуним основним образовањем                  | 5399     |
| 105 | Мушко становништво старосног доба од 15 година и више са непотпуном основним образовањем         | 2748     |
| 106 | Женско становништво старосног доба 15 и више година са непотпуном основним образовањем           | 2651     |
| 107 | Становништво старо 15 и више година са комплетним основним образовањем                           | 3402     |
| 108 | Мушко становништво старо 15 година и више са комплетним основним образовањем                     | 1641     |
| 109 | Женско становништво старо 15 и више година са комплетним основним образовањем                    | 1761     |
| 110 | Становништво старосног доба 15 и више година са непотпуним средњим образовањем                   | 816      |
| 111 | Мушко становништво старосног доба од 15 година и више са непотпуним средњим образовањем          | 452      |
| 112 | Женско становништво старосног доба од 15 година и више са непотпуним средњим образовањем         | 364      |
| 113 | Становништво старо 15 и више година са пуним секундарном образовањем                             | 4021     |
| 114 | Мушко становништво старосног доба од 15 година и више са пуним секундарном образовањем           | 1921     |
| 115 | Женско становништво старосног доба од 15 година и више са пуним секундарном образовањем          | 2100     |
| 116 | Становништво старије од 18 година са постосновним образовањем                                    | 2933     |
| 117 | Мушко становништво старије од 18 година са постосновним образовањем                              | 1438     |
| 118 | Женско становништво старије од 18 година са постосновним образовањем                             | 1495     |
| 119 | Просечна оцена школовања                                                                         | 6.47     |
| 120 | Просечан ниво образовања мушке популације                                                        | 6.39     |
| 121 | Просечан ниво образовања женског становништва                                                    | 6.55     |
| 122 | Економски активно становништво                                                                   | 9269     |
| 123 | Економски активна мушка популација                                                               | 7639     |
| 124 | Економски активна женска популација                                                              | 1630     |
| 125 | Становништво које није економски активно                                                         | 11277    |
| 126 | Мушко становништво које није економски активно                                                   | 2538     |
| 127 | Женско становништво које није економски активно                                                  | 8739     |
| 128 | Запослено становништво                                                                           | 8811     |
| 129 | Запослено мушко становништво                                                                     | 7245     |
| 130 | Запослено женско становништво                                                                    | 1566     |
| 131 | Незапослена популација                                                                           | 458      |
| 132 | Незапослена мушка популација                                                                     | 394      |
| 133 | Незапослена женска популација                                                                    | 64       |
| 134 | Становништво без права на здравствене услуге                                                     | 3044     |
| 135 | Становништво које има право на здравствене услуге                                                | 24344    |
| 136 | Становништво које има право на ИМСС                                                              | 3606     |
| 137 | Становништво које има право на социјално осигурање                                               | 1771     |
| 138 | Становништво које има право на државно социјално осигурање                                       | 11       |
| 139 | Становништво које има право на опште осигурање или здравствено осигурање за нову генерацију      | 19602    |
| 140 | Становништво које је било једном или није било у браку током 12 година и више                    | 6705     |
| 141 | Венчано или уједињено становништво од 12 година и више                                           | 12237    |
| 142 | Становништво које је било у браку или уједињено 12 година и више                                 | 1664     |
| 143 | Становништво са католичком религијом                                                             | 23398    |
| 144 | Протестанти, еванђелисти и библијски следбеници различити од еванђелиста                         | 2463     |
| 145 | Становништво са другим религијама различитим од претходних                                       | 1        |
| 146 | Становништво без религије                                                                        | 882      |
| 147 | Укупно пописаних домаћинства                                                                     | 6433     |
| 148 | Пописна домаћинства на челу са мушкарцима                                                        | 5237     |
| 149 | Пописна домаћинства на челу са женама                                                            | 1196     |
| 150 | Становништво у пописним домаћинствима                                                            | 27413    |
| 151 | Становништво у пописним домаћинствима на челу са мушкарцима                                      | 23521    |
| 152 | Становништво у пописним домаћинствима на челу са женама                                          | 3892     |
| 153 | Укупно домаћинстава                                                                              | 8184     |
| 154 | Укупно насељених домаћинстава                                                                    | 6472     |
| 155 | Укупно приватних кућа                                                                            | 8145     |
| 156 | Насељени приватни домови                                                                         | 6433     |
| 157 | Укупно насељених приватних кућа                                                                  | 6471     |
| 158 | Ненасељене приватне куће                                                                         | 954      |
| 159 | Појединачна домаћинства за привремену употребу                                                   | 758      |
| 160 | Становници у насељеним приватним кућама                                                          | 27413    |
| 161 | Насељеност станара у приватним становима                                                         | 4.26     |
| 162 | Просечно становника по соби у приватним насељеним домаћинствима                                  | 1.21     |
| 163 | Појединачна домаћинства са подовима од различитих материјала од земље                            | 5821     |
| 164 | Појединачна домаћинства у приземљу                                                               | 585      |
| 165 | Појединачна домаћинства са једном спаваћом собом                                                 | 2553     |
| 166 | Појединачна домаћинства са две спаваће собе и више                                               | 3852     |
| 167 | Појединачна домаћинства са једним собом                                                          | 328      |
| 168 | Појединачна домаћинства са две собе                                                              | 1297     |
| 169 | Појединачна домаћинства са 3 собе и више                                                         | 4771     |
| 170 | Појединачна домаћинства која имају електрично светло                                             | 6022     |
| 171 | Појединачна домаћинства која немају електрично светло                                            | 386      |
| 172 | Појединачна домаћинства која имају водоводну воду у стамбеном простору                           | 4556     |
| 173 | Појединачна домаћинства која немају водоводну воду у стамбеном простору                          | 1846     |
| 174 | Појединачна домаћинства која имају тоалет                                                        | 6268     |
| 175 | Појединачна домаћинства која имају канализацију                                                  | 2563     |
| 176 | Појединачна домаћинства која немају канализацију                                                 | 3805     |
| 177 | Појединачна домаћинства која имају електрично светло, довод воде из јавне мреже и канализацију   | 2341     |
| 178 | Појединачна домаћинства без икаквих услова                                                       | 472      |
| 179 | Појединачна домаћинства која имају радио                                                         | 3838     |
| 180 | Појединачна домаћинства која имају телевизор                                                     | 5113     |
| 181 | Појединачна домаћинства која имају фрижидер                                                      | 4270     |
| 182 | Појединачна домаћинства која имају машину за веш                                                 | 3466     |
| 183 | Појединачна домаћинства која имају аутомобил или комби                                           | 2724     |
| 184 | Појединачна домаћинства која имају рачунар                                                       | 566      |
| 185 | Појединачна домаћинства која имају фиксну телефонску линију                                      | 1444     |
| 186 | Појединачна домаћинства која имају мобилни телефон                                               | 2418     |
| 187 | Појединачна домаћинства која имају приступ интернету                                             | 409      |